# 東宝特撮映画の怪獣対策組織
東宝特撮映画の怪獣対策組織（とうほうとくさつえいがのかいじゅうたいさくそしき）では、東宝製作の特撮映画に登場する怪獣対策を行う組織全般について述べる。
本項では、ゴジラシリーズに登場する組織を中心に解説する。

## 概説
『ゴジラ』を初めとする東宝怪獣映画群では、もともと怪獣を迎撃する組織が自衛隊以外の名称で登場することも少なくない。撮影にあたっては自衛隊の協力を得て実際の兵器の稼働シーンなどが撮影されているほか、東宝特撮映画独自の架空兵器も登場している。
昭和期の作品では怪獣に対する脇役という立ち位置であったが、1990年代以降はロボットなどの超兵器を運用するようになり、怪獣対策組織が物語の中心的存在となる作品も登場していった。

## 「東宝自衛隊」
東宝特撮映画に登場する自衛隊、または怪獣対策組織全般を指してこのように呼称されることがある。これはファンなどの間で使われるものであり正式名称ではないものの、この呼称が使用された例としては1990年代に「東宝自衛隊」を冠した特集が雑誌や関連書籍で組まれたほか、『フランケンシュタインの怪獣 サンダ対ガイラ』（1966年）に登場した自衛隊の装備をレジンシェフとうけけ団がレジンキャストキットとして商品化した「東宝自衛隊 L作戦セットA」、「同 L作戦セットB」、ゼネラルプロダクツがペーパークラフトとして商品化した「東宝自衛隊 メーザー殺獣光線車」などがある。

## 防衛隊
『ゴジラ』（1954年）から『メカゴジラの逆襲』（1975年）までの15作品で、およそ半数に登場する組織。名称は一定しておらず、設定も明確ではなく、自衛隊との混同もみられた。
自衛隊法が発効されたのは第1作『ゴジラ』公開の1954年であり、制作当時はまだ自衛隊が存在しておらず、前身の保安隊だった。そのためにこの名称を使ったとみられ、第1作目では自衛隊ではなく海上保安庁がクレジットされている。以降、1970年代までの東宝SF映画では、日本の軍事組織として防衛隊もしくは防衛軍（後述）という名称で登場することもあった。
海上保安庁と並行して存在した保安庁と警備隊が海上自衛隊に改組された。保安庁と保安隊がそれと同時に陸上自衛隊となり、新設された航空自衛隊がゴジラ対策用に統合された組織である。防衛隊で使用される兵器は、ほとんど現実の自衛隊の装備そのままで、例外は24連装ロケット砲車（通称「ポンポン砲」）程度。架空兵器が登場するのは、主にAサイクル光線車のようなストーリー上の必然性がある場合のみに限られる。
『ゴジラ』から『モスラ対ゴジラ』までは、電流による攻撃がゴジラ対策として用いられた。

## 自衛隊
日本に実在する現実の防衛（軍事）組織。
前節のとおり1970年代までの東宝SF映画の多くは防衛隊などの架空の組織で登場していたが、『空の大怪獣 ラドン』（1956年）、『大怪獣バラン』（1958年）、『モスラ』（1961年）、『キングコング対ゴジラ』（1962年）、『海底軍艦』（1963年）、『宇宙大怪獣ドゴラ』（1964年）、『フランケンシュタイン対地底怪獣』（1965年）、『フランケンシュタインの怪獣 サンダ対ガイラ』（1966年）、『キングコングの逆襲』（1967年）、『ゴジラ対ヘドラ』（1971年）などの作品では、劇中の呼称・脚本の表記・兵器の機体に書かれた文字は「自衛隊」となっていた。
『ゴジラ』（1984年）以降のシリーズでは、一貫して自衛隊の名称で登場する。続く『ゴジラvsビオランテ』（1989年）からは「協力 防衛庁」と明記されるようになった。同作品では、『バラン』以来約30年ぶりに海上自衛隊が東宝怪獣映画に登場している。
- 東宝特撮映画で監督を務めた本多猪四郎によれば、1950年代の作品では防衛庁の広報課に連絡すれば自衛隊の協力が得られたといい、本物の自衛隊員や特車隊、フリゲート艦などが撮影に参加していたが、国会で野党が一般の映画会社に自衛隊が協力することを批判し、協力を受けられなくなったという[17]。それ以後の昭和期の作品では俳優が自衛隊員を演じているが、当時は軍隊経験者が多くいたため様になっており、本多自身も演技指導にあたって軍隊生活の経験が役に立っていたと述べている[17]。
- 防衛庁の広報課で対外広報を行っていた潮匡人によれば、1992年ごろからゴジラ映画に対して組織的な協力体制がスタートしたという[18]。一方、『ゴジラvsビオランテ』の監督・脚本を務めた大森一樹は、映画『愛と青春の旅だち』や『トップガン』（1986年）などの公開により、自衛隊が映画に協力しようという風潮があり、同作品でも非常に協力的であったと証言している[19][20]。

兵器
平成VSシリーズでは架空兵器が登場する割合は高く、メーサー戦車、自走高射メーサー砲、メーサー攻撃機など主力兵器が軒並み架空兵器に置き換わっている。これらの兵器のサイズは設定上実在兵器の倍近くあり、90式戦車や74式戦車、75式130mm自走多連装ロケット弾発射機など実在兵器も登場するがあまり目立たないものとなっている。1984年版『ゴジラ』では、航空自衛隊の支援戦闘機から発射された80式空対艦誘導弾の直撃でもゴジラにダメージすら与えられない。
『シン・ゴジラ』（2016年）では、現実に自衛隊が配備・運用している装備がそのままの状態で作品に登場している。
平成VSシリーズで特徴的な架空兵器としては、スーパーXシリーズがある。

組織
1984年版『ゴジラ』では、シリーズで初めてゴジラの名を冠したゴジラ非常緊急対策本部が登場して防衛庁長官や統合幕僚会議議長（いずれも当時の名称）などが参加する。この対策本部は首相官邸地下に設置されており、ゴジラ迎撃に出動したスーパーXも含め、基本的には核戦争や災害対策の備えをゴジラ対策に応用した形となっている。
続く『ゴジラvsビオランテ』では、常設の組織として国土庁に特殊災害研究会議Gルームが、防衛庁に特殊戦略作戦室が設立される。特殊災害研究会議には陸上幕僚監部調査部から人員が出向しており、ゴジラ出現後の迎撃作戦や情報統制では防衛庁が主体的に活動している。なお、特殊戦略作戦室では「特佐」なる架空の階級も使われている。
その後の作品では、『ゴジラvsキングギドラ』（1991年）では内閣安全保障室Gルーム、『ゴジラvsモスラ』（1992年）では国家環境計画局Gルームが登場するが、いずれも防衛庁長官や幕僚などが登場し、そのまま自衛隊の指揮所のような扱いとなっている。
『ゴジラ2000 ミレニアム』（1999年）では、詳細は明らかではないが、ゴジラと交戦経験が複数回あることが語られている。
『シン・ゴジラ』では、最初の巨大不明生物（=ゴジラ）の上陸後に、各省庁などから人材を集めた「巨大不明生物特設災害対策本部（通称：巨災対）」が緊急的に設置された。巨災対の事務局長は内閣官房副長官（後に内閣府特命担当大臣）が当てられ、防衛省（自衛隊）を含む各省庁の官僚や学者が参加した。直接的な巨大不明生物対策（対ゴジラ作戦）では自衛隊が中心に作戦立案・実働が行われたが、巨災対は作戦の立案のみならず、科学研究・国民保護・政治面や外交面での政策立案や調整など広範囲にわたり活躍した。なお、実際の自衛隊の運用は、タバ作戦の場合は総理大臣→防衛大臣→統合幕僚長→統合任務部隊指揮官→タバ戦闘団長といった指揮系統で行われており、総理大臣・防衛大臣・統合幕僚長は首相官邸の会議室で、統合任務部隊指揮官は東京都練馬区の朝霞駐屯地で、タバ戦闘団長は多摩川河川敷の前方指揮所で指揮を執っている。ただし、ヤシオリ作戦では政治判断が必要になる場合に備えて、巨災対のトップが現地の指揮所まで出向いている。

ゴジラに対する警戒
- 『ゴジラvsビオランテ』では、G警戒態勢が設定されている。同作品以外では言及されていない。
  - 第一種警戒態勢：G（ゴジラ）の活動が物理的以外の科学、地質、気象、精神などいかなる点でも1つ確認された場合。
  - 第二種警戒態勢：Gの活動が声、動きなど物理的に確認された場合。
  - 第三種警戒態勢：Gが出現した場合。
  - 第四種警戒態勢：Gが日本の特定地域に上陸することが確実とされた場合。

- 『シン・ゴジラ』では、相模湾からの再上陸時には全国瞬時警報システム（Jアラート）や緊急情報ネットワークシステム（Em-Net）など既存の危機管理システムを利用して緊急情報を発信した。なお、鎌倉市全域に発令されたJアラートでは有事関連情報（国民保護に関する情報）のサイレン音で警報が流している。

## 国連G対策センター
国連G対策センター（）（U.N.G.C.C：United Nations Godzilla Countermeasure Center）は『ゴジラvsメカゴジラ』（1993年）、『ゴジラvsスペースゴジラ』（1994年）、『ゴジラvsデストロイア』（1995年）に登場する架空の施設機関。

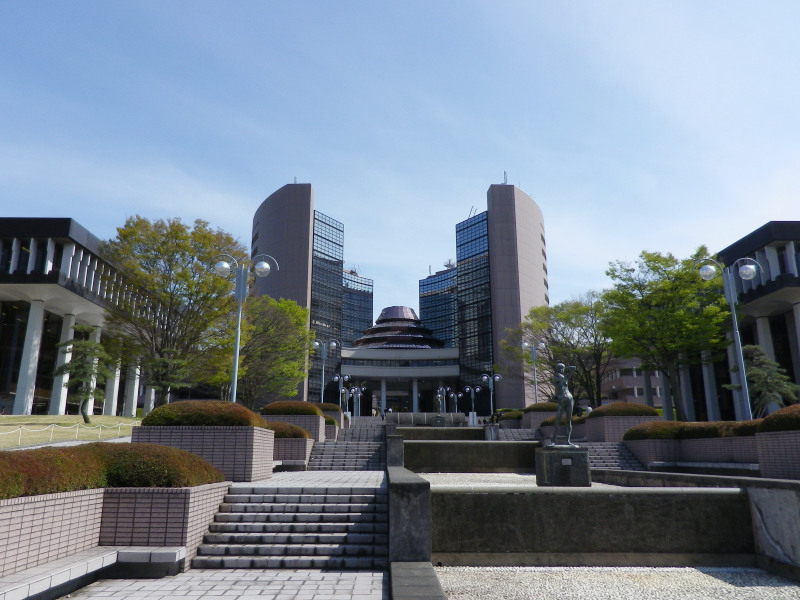
国連G対策センターとして撮影された東京工科大学の「研究棟A」

1992年、たび重なるゴジラの脅威から世界を解放するために発足。本部は茨城県つくば市、筑波山のふもとに設立されたG対策センター内に置かれ、戦闘司令部はG対本部棟の左に隣接し、作戦行動がとられる際には主要メンバーがその中枢にある戦闘司令室に集結する。世界中の軍隊、科学者の英知がゴジラに関する情報に対する連絡業務や対応をすべて担っている。『vsスペースゴジラ』ではG対策協議会、『vsデストロイア』ではGサミット（ゴジラ専門者研究会議）が開かれ、国境を越えて外部の各ジャンルの有識者やゴジラの研究者が集められて対策会議を行っている。
ロゴマークは、国際連合機関で用いられる地球と月桂樹をあしらっており、地球にはゴジラのシルエットが描かれている。
- 撮影は東京工科大学八王子キャンパスの「研究棟A」で行われた[出典 3][注釈 5]。合成によりパラボラアンテナが加えられている[38][33]。長官室やガルーダ開発室は獨協大学、会議室は天王洲アイルにある天王洲ファーストタワーの貸し会議室を用いている[出典 4][注釈 6]。そのほか、一馬の電話シーンでは日本工学院、一馬の訓練シーンは筑波にあるNASDAの施設、ガルーダドックには新木場のエースヘリコプター格納庫を使用している[34]。一馬が左遷された駐車場は、テクノウェイブ100の地下駐車場を用いている[39][注釈 7]。『vsスペースゴジラ』でのモゲラメインドックはレモンスタジオで撮影された[35][37]。同ドックの外観は、東京工科大学の実景にマットアートのドームを合成している[40]。
- ロゴマークのデザインは、本編班美術助手の石森達也が担当した[32]。石森は、国連の意匠を用いるにあたり演出部を通じて国連に問い合わせ、「架空組織なので問題ない」として許可を得ている[32]。ゴジラのシルエットを描くことで、ゴジラを崇拝する組織に見えるのではないかとの懸念もあったが、ゴジラから地球を守るというわかりやすさが重視された[32]。
- 書籍『ゴジラ大百科 [スペースゴジラ編]』では、G対策センターの結成はゴジラの脅威を排除しつつ、自衛隊がスーパーXやメーサータンクなどの超兵器を保有することによる戦力過剰化を阻止する目的もあったと解釈している[41]。

| 名前                       | 国籍     | 役職                                                     |
| -------------------------- | -------- | -------------------------------------------------------- |
| 瀬川隆之                   | 日本     | 元・防衛庁長官 国連G対策センター初代長官                 |
| 国友満                     | 日本     | 国連G対策センター2代目長官 Gサミット委員長               |
| 加藤道也                   | 日本     | 長官付秘書官 文官                                        |
| レオ・アシモフ             | アメリカ | ロボット工学博士 メカゴジラ開発チーム主任                |
| アレキサンダー・マミーロフ | ロシア   | ロボット工学博士 MOGERA開発チーム（Mプロジェクト班）主任 |
| エリック・グールド         | アメリカ | G対策協議会国連代表                                      |
| フランク・レイノルズ       | アメリカ | G対策協議会アメリカ代表                                  |
| マービン                   | アメリカ | 原子力エネルギー学者 Gサミットアメリカチーム             |
| 大久保晋                   | 日本     | 進化生物学博士 G対策協議会メンバー                       |
| 権藤千夏                   | 日本     | G研究所生物工学教授                                      |
| 三枝未希                   | 日本     | 超能力者 サイキックセンター主任                          |
| 小沢芽留                   | 日本     | 超能力者 Gサミット・アメリカ情報官                       |
| 山根健吉                   | 日本     | 東都大学生 Gサミット・オブザーバー                       |
| 上田                       | 日本     | 内閣調査室室長 Gサミットメンバー                         |
| 中村                       | 日本     | 生物学者 Gサミットメンバー                               |
| 野村                       | 日本     | 科学技術庁審議官 Gサミットメンバー                       |

### Gフォース
英語表記はG-Force。国連G対策センターに所属するゴジラ迎撃専門組織。世界中から若く有能な人物を集めて組織された、ゴジラ抹殺を最大の目的とする精鋭部隊である。
- Gフォース創作の経緯について、東宝プロデューサーの富山省吾は、現実離れした超兵器では自衛隊の協力が得られず、しかし自衛隊の協力が得られる範疇に収めることは物語に制限が生じるため、架空組織にする必要があった旨を語っている[46][47]。平成VSシリーズで助監督を務めた手塚昌明は、富山からの受け売りとして、ゴジラ対自衛隊の図式に限界を感じ、またメカゴジラを建造するには世界的な規模でなければ難しいとの考えであったことを証言しており、後にゴジラが海外に出現するケースも想定していたという[34]。『vsメカゴジラ』の脚本を手掛けた三村渉は、富山の意見から当時報道されていたUNTACを想起し、メカゴジラを日本単独で保有するのではなく国連保有の超兵器とすることで国際的な理解を得られると発想した[48][46]。Gフォースの命名も三村による[46]。特技監督の川北紘一は、Gフォースは現実的なリアリティの欠如とドラマ上の自由度さという二律背反を抱えていると述べており[49]、Gフォースの設定により昭和期の東宝特撮のような超兵器を登場させられるようになったと述べており[50]、三村も自衛隊より架空組織の方がやりやすかったと述懐している[46]。
- ロゴマークのデザインは、国連G対策センターと同じく石森達也が担当[32][28]。石森は、航空自衛隊のイメージから翼の意匠を用いた[32]。
- 劇中での英語のセリフは、アメリカ空軍の退役軍人に取材を行い、設定に合わせて創作してもらっている[34]。『vsメカゴジラ』監督の大河原孝夫は、世界規模の組織を表現するために英語を用いたといい、子供への配慮からすべて日本語に吹き替えるという案も存在したが、字幕を長く映すかたちで通した[51]。
- 書籍『ゴジラ大百科 [スペースゴジラ編]』では、劇中描写などからGフォースは規模の小さい組織であると解釈しており、整備や運用にコストのかかるスーパーXやメーサー攻撃機は採用されず、高価な90式戦車やF-15Jの損耗を避けるため旧式の機体での運用を行っていると考察している[41]。

| 名前                 | 階級 | 国籍           | 配属                                                                             |
| -------------------- | ---- | -------------- | -------------------------------------------------------------------------------- |
| 麻生孝昭             | 大佐 | 日本           | 陸上自衛隊出身 Gフォース司令官                                                   |
| 兵藤巌               | 中佐 | 日本           | スーパーXシリーズ開発チーム出身 Gフォース兵器開発部主任→Gフォース副司令官        |
| 加賀隆文             | 中佐 | 日本           |                                                                                  |
| トム小沢             | 少佐 | 日本系アメリカ | 戦闘司令室副官（航空部隊担当）                                                   |
| 加賀高之             | 少佐 | 日本           | 戦闘司令室副官（陸上部隊担当）                                                   |
| サミュエル・スコット | 少佐 | アメリカ       | 戦闘司令室副官（海上部隊担当）                                                   |
| ジョン・コナー       | 少佐 | アメリカ       | 戦闘司令室副官                                                                   |
| 結城晃               | 少佐 | 日本           | 陸上自衛隊出身 MOGERA隊指揮官                                                    |
| 佐々木拓也           | 大尉 | 日本           | 航空自衛隊出身 メカゴジラ隊指揮官、メインパイロット                              |
| 大河原隆             | 中尉 | 日本           | 特殊部隊隊長                                                                     |
| 鈴木勇造             | 中尉 | 日本           | MOGERA隊セカンドチームリーダー操縦士兼ガンナー、スターファルコンテストパイロット |
| 藤田守               | 少尉 | 日本           | 戦闘司令室副官                                                                   |
| キャサリン・バーガー | 少尉 | アメリカ       | USエアフォース出身 メカゴジラ隊コ・パイロット兼オペレーター                      |
| ソニー・スコット     | 少尉 | アメリカ       |                                                                                  |
| マリサ・ロール       | 少尉 | アメリカ       |                                                                                  |
| リサ・ロバーツ       | 少尉 | アメリカ       | 戦闘司令室オペレーション担当                                                     |
| 手塚昌明             | 少尉 | 日本           | 戦闘司令室オペレーション担当                                                     |
| 唐木田明             | 少尉 | 日本           | 戦闘司令室オペレーション担当                                                     |
| 坂野芳子             | 少尉 | 日本           | 戦闘司令室オペレーション担当                                                     |
| 木村                 | 少尉 | 日本           | 戦闘司令室オペレーション担当                                                     |
| 村田                 | 少尉 | 日本           | 戦闘司令室オペレーション担当                                                     |
| 若月正人             | 少尉 | 日本           | 戦闘司令室オペレーション担当                                                     |
| 曽根崎淳             | 少尉 | 日本           | 航空自衛隊出身 メカゴジラ隊シューター担当                                        |
| 新城功二             | 少尉 | 日本           | MOGERA隊パイロット兼ガンナー                                                     |
| 佐藤清志             | 少尉 | 日本           | MOGERA隊副操縦士                                                                 |
| 大野秀樹             | 少尉 | 日本           | MOGERA隊セカンドチーム、スターファルコンテストパイロット                         |
| 上原誠               | 少尉 | 日本           | MOGERA隊セカンドチーム、スターファルコンテストパイロット                         |
| 川北                 | 少尉 | 日本           | 特殊部隊副隊長                                                                   |
| 本多四郎             | 少尉 | 日本           |                                                                                  |
| 小田数郎             | 少尉 | 日本           |                                                                                  |
| 福田純二             | 少尉 | 日本           |                                                                                  |
| 橋本京香             | 少尉 | 日本           |                                                                                  |
| 有川香               | 少尉 | 日本           |                                                                                  |
| 大森恵理             | 少尉 | 日本           |                                                                                  |
| 唐沢                 | 少尉 | 日本           |                                                                                  |
| 高山                 | 少尉 | 日本           |                                                                                  |
| 日高                 | 少尉 | 日本           |                                                                                  |
| 永原                 | 少尉 | 日本           |                                                                                  |
| 惟原                 | 少尉 | 日本           |                                                                                  |
| 三村                 | 少尉 | 日本           |                                                                                  |
| ジョニー・オーエン   | 少尉 | イギリス       | メカゴジラ非常勤メンテナンス補助要員                                             |
| アンディ・ジョンソン | 少尉 | フランス       | ガルーダパイロット                                                               |
| 青木一馬             | 准尉 | 日本           | ガルーダチーム所属ロボット技師 メカゴジラ2代目メンテナンス要員                   |
| 今井博司             | 准尉 | 日本           | メカゴジラチーム所属ロボット技師 メカゴジラ3代目メンテナンス要員                 |
| 中野                 | 曹長 | 日本           | 特殊部隊隊員                                                                     |
| 円谷英夫             | 軍曹 | 日本           | 特殊部隊隊員                                                                     |

施設
本部施設および司令部は上部組織であるG対策センター敷地内にあるG対本部に隣接し、固有の支部基地はない。
地上部分には隊員たちの個室や、武道場といったスポーツセンター、座学講座のためのブリーフィングルーム、食堂、職員用の駐車場、管理施設といった設備があり、ゴジラ対戦訓練のための実戦シミュレーションルーム、回転コクピットボックス、さらに長官の部屋、作戦会議室、部隊長室がある。
地下には対ゴジラ用戦闘マシンの複数のメインドック（ドック中には連絡シャトルや移動機能の付いた司令車がある）、サブドックにベビーゴジラ飼育・管理用の室内庭園を設置する場面もある。そして対ゴジラ作戦時に幹部やG対策センター長官ら上層部が集い、実戦部隊に指示を発する戦闘司令室が置かれている。Gサミットメンバーも情報が集結する司令室には必要に応じて出入りしている。
司令室のモニターには、地球上のあらゆる場所でもゴジラを探知する「ゴジラ・サーチ・システム」が搭載され、表示される映像は探査衛星から発信されるリアルタイム立体ホログラフである。これらのシステムは、『vsモスラ』で国家環境計画局が試験運用していたシステムの正式採用型とされる。
- 『vsスペースゴジラ』では、戦闘司令室のほか、展望室、メインドックエレベーター前などのセットが制作された。MOGERA連絡通路のデザインも描かれていたが、セットは制作されなかった。
- 『vsデストロイア』では、美術担当が酒井賢から鈴木儀雄へ交代したことにより、司令室のセットもリニューアルされた。同作品のセットでは陰影をつけることで奥行きを表現しており、監督の大河原孝夫は酒井が絵画派であったのに対し鈴木は彫刻派であると評している。中央部のモニターには、フリッカーが出づらいヨーロッパ仕様のテレビを用いている。壁面の装飾には強度の低い材質を用いていたため、セットには美術スタッフから本編スタッフへ向けた破損への注意書きが貼られていた。

劇中での活躍
デビュー戦『vsメカゴジラ』では一度はゴジラを活動停止に追い込むもラドンの力を借り復活したゴジラにメカゴジラならびにガルーダを破壊され、『vsスペースゴジラ』ではスペースゴジラ撃滅が優先されて肝心のゴジラとはまともに戦えず、最終登場作『vsデストロイア』では、Gフォースの装備ではゴジラの核爆発を誘発する危険性があったため満足な迎撃もできないまま自衛隊に対ゴジラ防衛の全てをゆだねる結果になっており、デストロイアにとどめを刺すのも結局は自衛隊となっている。
漫画版の『VSデストロイア』ではオキシジェン・デストロイヤーを再現するために、オキシジェン・デストロイヤーが使用された海底の泥を回収して基地で研究していた最中に誕生させてしまったデストロイアに襲われて壊滅する。
アトラクション用の3D映画作品として制作された『怪獣プラネットゴジラ』（1994年）にもGフォースが登場し、緑の惑星からワープして東京駅に出現したゴジラを、F-15・61式戦車・74式戦車・92式メーサー戦車・93式自走高射メーサー砲・ミサイル車が迎え撃つ。
- 『vsスペースゴジラ』では、九州でのゴジラとGフォース陸上部隊や潜水艦との戦闘シーンが撮影されていたが、カットされた。スペースゴジラとGフォース航空部隊との戦闘シーンも予定されていたが、撮影は行われなかった。
- 『vsデストロイア』では第1作への原点回帰として、人類側の組織はGフォースではなく自衛隊が中心となっている。Gフォースは脚本を担当した大森一樹がシリーズを離れていた時期に登場した組織であるため、大森は当初自衛隊のみ進めるつもりでいたが、Gフォースが初登場した『ゴジラvsメカゴジラ』の監督であった大河原が要望しこちらも登場することとなった。大河原は、ゴジラ対策はGフォース、デストロイア対策は自衛隊と区分けしたと語っている。

#### 装備
隊員装備
本部施設内において一般隊員は、赤いパイロットスカーフ、非戦闘員はネクタイ付きのグレーの制服、将官クラスは略綬を左胸に付けた黒い高官用の軍服を着用し、式典時に前者は赤いベレー帽、後者は将官クラス用の帽子を被る。本部施設外では、一般隊員はTシャツなどの動きやすい軽装で、活動する際に右上腕部にエンブレムが1つ追加された黒いフライングジャケット・CWU-36/Pを羽織り、シンボルマークが刺繍された黒いスコードロンキャップも被る場合がある。ロボット部門の一般職員はこのツナギを着用し、ロボット技師はこれを作業の際にも着用しており、一馬は背中にプテラノドンバッチを付けている。
MOGERA要員など特殊兵器に搭乗し任務にあたる際には、戦闘服としてモスグリーンのフライトスーツ・CWU-27/Pを着込み、その上にパラシュートハーネスや耐Gスーツを装着し、戦闘用ヘルメットを被る。
『ゴジラvsスペースゴジラ』では、隊員ではないものの、三枝未希と権藤千夏がそれぞれ黄色、赤を基調としたフード付きのバトルスーツを着用し、バトルエリアへ向かう。
火器の使用はさほど多くなく、キャリコM110のカスタムモデルや、ベレッタM92FS、コルトAR15、TDS M72 LAWが『vsスペースゴジラ』に登場する。
- 『vsメカゴジラ』での衣装は既存のものを流用している。助監督の手塚は、現実的な軍隊にしたいという大河原の要望により、米軍をモデルにしたと証言している。特に、麻生の階級章は、湾岸戦争を指揮したコリン・パウエルのものをイメージしている。各衣裳は、2012年の時点でも東宝の衣裳を扱う東宝コスチュームで管理されており、フィギュア「S.H.MonsterArts」のPVにも用いられている。
- 『vsメカゴジラ』『vsスペースゴジラ』の衣装デザインは出川淳子が担当。出川は、同作品でGフォースの衣装としてのコンセプトが確立したと述べている。未希と千夏のバトルスーツは、銀色の素材を取り入れることで高性能感を表現している。また、劇中ではバトルスーツは2人しか着用していないが、設定上は100人ほど着ていると想定しており、組織の幅を持たせている。
- メカゴジラクルーのヘルメットは、エンブレムのデザインは手塚昌明が担当。バイク用ヘルメットを改造したもので、MOGERAクルーのものはこれをリペイントしたものである。未希のサーチアイは、ジャンクパーツを組み合わせて作られており、眉間には『機動戦士ガンダム』のガンダムのバックパックが用いられている。MOGERAクルーのヘルメットは、2021年の時点で東宝スタジオに2個保管されており、サーチアイは監督の大河原孝夫が所有している。

超兵器

- ガルーダ

- メカゴジラ

- MOGERA

- 92式メーサー戦車[出典 10]

- 93式自走高射メーサー砲[出典 10]

- F-15[53]

- F-16[出典 11]

- 93式メーサー攻撃機[53]

- AH-1対戦車ヘリコプター[53]

- 61式戦車

- 74式戦車[出典 10]

- Gフォース護衛艦[53]（はつゆき型護衛艦[53]）

- Gフォース潜水艦[53]

前線でゴジラに直接戦いを挑むGフォースの最大の戦力はガルーダ、メカゴジラ（これらは『vsメカゴジラ』で使用）、MOGERA（『vsスペースゴジラ』で使用）といった対ゴジラ用戦闘マシンである。メカゴジラとMOGERAはメカキングギドラのオーバーテクノロジーを応用した超大型ロボット兵器であり、書籍『ゴジラvsGフォース』において、アメリカがメカゴジラ、ロシアがMOGERAをそれぞれ建造した可能性が指摘される。
自衛隊から配備された兵器（92式メーサー戦車など）や、Gフォースに参加・協力する国家から提供された戦車、戦闘機、護衛艦などの兵器群もある。塗装やエンブレムがGフォース仕様となっている。
また、ゲーム『ゴジラ 列島震撼』（1995年）では、日本国内に天つ風航空基地、野分航空基地（主に東日本を管轄）や群雲航空基地、時雨航空基地（おもに西日本を管轄）などの独自（オリジナル）の空軍基地、航空母艦「ゆうぎり」などを保有していることになっている。「ゆうぎり」の艦載機はF-15となっている。

## CCI（危機管理情報局）
『ゴジラ2000 ミレニアム』（1999年）に登場する、内閣官房安全保障室直属の政府機関。局長は内閣官房副長官の片桐光男。
1998年に設立。迅速で、内閣から付託された非常時における独自の決裁権を行使でき、日本国の内外で発生する、さまざまな危機管理に対処する。本部は東京都霞が関1丁目の官庁街にある。
CCIとは、“Crisis Control Intelligence”の略。
CCI ゴジラ警戒体制
- レベル1：ゴジラの確認。Gセンサーがゴジラを捕捉。
- レベル2：ゴジラの目視、目撃。
- レベル3：ゴジラの日本本土への上陸。

劇中での活躍
根室へのゴジラ上陸の際は、濃霧により自衛隊の出動が行われていない。その後、ゴジラの東海村上陸を察知し、それを阻むべく行動を開始する。対ゴジラ用に開発したフルメタル・ミサイルにより、東海発電所へのゴジラの進行阻止、および撃滅を図るが、突如飛来した巨大UFOによりゴジラが撃退されたため、結果的に発電所の防衛には成功するもののゴジラ撃滅は失敗に終わる。その後、地球侵略の意思を露わにした巨大UFOに対し、対ゴジラ用に開発されていたブラスト・ボムでの爆破を試みるが全く通用していない。巨大UFOおよび搭乗者であったミレニアン＝オルガはゴジラに倒されるが、なおも暴れ続けたゴジラにより片桐が殉職している。

制作
脚本を担当した柏原寛司は、当時の日本が地震などの危機管理に対応できていないと考えたことから、実際に国が設立したらどうなるかという想定で設定した。また、製作の富山省吾によれば、自衛隊出動までの段取りを短縮する意図もあり、その長を官房副長官とすることで架空の組織でもリアリティを与えている。
司令室のセットは、VSシリーズでは造形物で賄っていたコンピューター類に本物を使用し、正面のメインモニターもプロジェクターで画面を映し、リアルタイムで撮影を行っている。ただし、撮影スケジュールの都合から特撮の映像は合成で処理された。周囲の壁は必要最低限のみ作り、全体を暗くすることで壁の存在感をなくし、柱を中心に構成している。美術の清水剛は、人物とスクリーンの情報を主体とすることで、セットに目がいかないよう意図したと述べている。

## 特別G対策本部
『ゴジラ×メガギラス G消滅作戦』（2000年）に登場する、日本独自のゴジラ対策機関。通称特G対。A.G.D.HQ（Anti Godzilla Defense HeadQuarters）とも呼ばれる。
1996年の首都・大阪への襲撃を機に、ゴジラ災害に対処するため1997年に防衛庁内に組織された。クリーンエネルギー・ファクトリーの要職にあった杉浦基彦が本部長を務める。
組織構成
特G対はゴジラの行方を常に探索している「S1 (Search)」、生物としてのゴジラを研究している「S2 (Study)」、ゴジラの都市上陸時の避難誘導をシミュレーションしている「S3 (Shelter)」、別途に存在する対ゴジラ戦闘部隊である「Gグラスパー」の4部門によって構成されている。

施設
東京府湾岸部にある陸上自衛隊芝浦分屯地の施設の地下にある。4年前まで物置だった地上の昭和初期風の古い建物は、地下本部とエレベーターで繋がる出入り口として機能し、地下に大型モニターと各部門が勤務する本部・オペレーションエリアのほか、科学班第一研究室、トレーニングルーム、医務室などが劇中で確認されている。
- 本部のセットは、監督の手塚昌明からの要望により打放しコンクリートの雰囲気で作られた。8本の柱を斜めに立てて構成することで、ドーム状の地下空間を表現している。セットの上部は、エレベーターや渡り廊下、踊り場から司令室に降りる階段などが設けられ、立体的な構造となっている。メインモニターは、従来の作品のような埋込み型ではなく、柱から吊り下げる形状となっている。一方、机のコンピューターは埋込み型のディスプレイとなっており、各部屋の防火責任者のプレートなどとともに、NASDAのものを参考にしている。各セクションはガラス張りになっており、芝居のない部屋でも作業しているのが見えるよう作り込まれている。

### Gグラスパー
英語表記はG-GRASPER。特G対下に編成された対ゴジラ戦闘部隊。隊長の辻森桐子三佐以下、各自衛隊のエキスパートから志願、選抜された5名という少数精鋭で、ゴジラの捜索・情報収集・進行阻止・抹殺を実施する。
隊員装備
原水爆の影響を受けたゴジラとの戦闘を余儀なくされる組織であることから、必然的に各種装備は多種多様にわたって放射能防護仕様となっており、遭遇後はいずれも放射能を洗浄する。
5名の隊員は、グレーのシャツとブルーのズボンとベストからなる戦闘服とネクタイを出動時や本部での作業時に着用。対ゴジラ任務以外で外部に赴く際には、黒のジャンパーを戦闘服の上に羽織り、グリフォンのシルエットが刺繍されたキャップを被る。
グリフォン搭乗時にはブルーのパイロットスーツに着替えて、ゴジラと至近距離で遭遇した際を考慮して、左胸に赤、白、黄、緑の4色で人体への危険度を警告する放射能濃度感知センサーが付いた水陸両用のベストと、グリフォンに搭乗しての実戦出動の際に着用するバイザー付きで放射線防護マスクも着用と同時に防護シートが首の回りに張られる白い戦闘用ヘルメット、さらにリストバンド型の放射能耐久表示器や護身用の発信器が仕込まれた弾丸を発射する信号銃、ロケットランチャーを装備する。
桐子が大阪でのG対策会議に参加した際には自衛官の制服を着用している。

兵器・メカニック
万能戦闘機グリフォンや、ゴジラ自動追尾装置・SGS、そして新たに開発された対Gマイクロブラックホール砲「ディメンション・タイド」といった戦力を駆使し対ゴジラ作戦に挑む。また、外部に赴く際にはブルーのGグラスパー専用車も使用する。それ以外の兵器は所有していないが、奇岩島での「G消滅作戦」時には航空自衛隊のF-15J編隊が参加している。

劇中での活躍
ディメンション・タイドの開発には成功するが、その実験の際に生じた時空の歪みにより、現代にメガニューラが侵入する原因を作ってしまう。
ゴジラとメガニューラの戦いの場の調査中に遭遇したゴジラに発信機を打ち込むことに成功する。対ゴジラ用に結成された組織だが、メガヌロンによって渋谷が水没した際はその調査も行っている。
奇岩島にゴジラを誘導し、ディメンション・タイドによる消滅を図る「G消滅作戦」を展開するが、ディメンション・タイドは調整不足により命中せずに終わる。その後お台場に上陸したゴジラに対し、再びディメンション・タイドでの攻撃を試みるが、メガギラスの出現、およびそれに伴う超高周波によりディメンション・タイドが故障、現場でゴジラの誘導にあたっていたグリフォンも不時着するに至る。最終的にディメンション・タイド、グリフォン共に復旧に成功。桐子の捨て身の作戦によりディメンション・タイドをゴジラに向けて発射することに成功し、ゴジラは消滅する。しかし、その後ゴジラの生存を示唆する情報を得て、再びゴジラ打倒に乗り出そうとする。

制作
平成VSシリーズでのGフォースがメカゴジラなどの超兵器を有する国際的な組織であったのに対し、Gグラスパーは防衛庁内の一部門であり、兵器も飛躍した空想科学的なものではないなど、現実的な組織とすることで差別化している。また、製作の富山省吾は、設定の違いよりも映画内での見え方が重要であるとしており、Gフォースが畑違いの新米が最後に頑張るものであったのに対し、Gグラスパーは女隊長が一本立ちで頑張っている組織であると語っている。監督の手塚昌明によれば、デザインなどでも桐子の戦い方と同じく「迷わない」ことがテーマであったという。一方で、脚本を手掛けた三村渉は、Gフォースとの違いを理屈では説明できるが、見た目があまり変わっていないと述べている。
衣装デザインは酉澤安施が担当。通常時の制服・外出着・戦闘用の3種類は、手塚の要望により創作された。戦闘服は、手塚から近未来SF的なものではなく、10年後に自衛隊が着ていそうなもので、日本人が着てきっちり見えるものという要望も出され、酉澤はSWATのような形状とブルーインパルスのような配色とした。放射能防護機能もあるという設定から、素材にはウェットスーツのような新素材が検討されたが、ウェットスーツ風のものは映画『ガンヘッド』で使用していたため、最終的にゴアテックス風のものとなった。放射能防護機能を見た目にもわかるよう、リストバンドやスパッツのような裾などで密閉感を出しており、ヘルメットも戦闘服と一体化するデザインとなっていたが、実際の衣装では動きの問題から一体化しているように見えるものとなった。ヘルメットは小さめにデザインされたが、酉澤は俳優によっては小さくなりすぎたと述懐している。デザイン画では上半身のシャツとジャケットの配色が室内と屋外では逆になっている。

## 防衛軍
『ゴジラ・モスラ・キングギドラ 大怪獣総攻撃』（2001年）に登場。
平和憲法のもとで昭和29年に設立された軍事組織である。
自衛隊との相違点
劇中の日本にも現実世界と同様に平和憲法があり、日本とアメリカの間に日米安全保障条約ならぬ「日米平和条約」が結ばれており、さらに、出動するには閣議を開かなければならない。これらのことより、防衛軍は自衛隊とほぼ同じ位置づけのようである。
ただし、現実世界では日本の戦闘機は配備されていない厚木基地から防衛空軍の戦闘機が出撃したり、准将という自衛隊には相当する階級の無い階級が使用されているように現実とは多少異なる。管理を行う官庁は、当時の防衛庁ではなく、防衛省となっている。また、極力自衛隊の兵器を使用せず架空の兵器を登場させている。ただし、メーサーのようなオーバーテクノロジーを用いたものではなく、現実世界と同レベルの技術に基くものとなっている。

構成
陸海空の三部隊に分かれており、陸上部隊の防衛陸軍、海上部隊の防衛海軍、航空部隊の防衛空軍からなる。また、それらを統括する防衛省内に設けられた情報管理室と、官僚側の組織として軍令部が存在する。情報管理室には通信員と防衛軍幹部が詰め、軍の行動を情報を分析して決定していく。
防衛空軍は厚木にF-7Jの基地がある。

各軍の兵器
防衛陸軍は推進式削岩弾D-03とそれを発射するためのシステムであるミサイル車「大鵬」が主力兵器である。それ以外の戦闘車両は現実の陸上自衛隊同様に90式戦車や82式指揮通信車なども有している。防衛海軍は巡洋艦「DDH-147あいづ」「DDH-148あこう」、特殊潜航艇「さつま」を劇中で運用している他、むらさめ型DDも保有している。防衛空軍は戦闘爆撃機F-7Jを運用している。

対ゴジラ戦
1954年、初のゴジラ襲撃時にはその火力をもってゴジラを撃滅したと世間には公表されているが、実際は有効なダメージを与えることはできておらず、最終的に「未知の毒化合物」によってゴジラは倒された。この事実が世間に知られれば防衛軍そのものの不要論へとつながってしまうため、ゴジラに対して無力だった過去は上層部の一部の人間しか知らず、防衛官僚が巨大化・近代化されていく組織を守るために流布していた虚構であった。
世界最高水準の装備を保有していると推定される防衛軍だが、50年ぶりに襲来したゴジラにはまったく歯が立たなかった。当初は防衛空軍の三雲勝将中将がゴジラ要撃司令官に任命され、指揮を執るが、防衛軍の先陣を切ってゴジラに誘導弾攻撃を加えたF-7J編隊が全滅した後、三雲が軽い錯乱状態に陥ったため、実質的な指揮官は防衛海軍の立花泰三准将に移り、横浜沖合に展開する巡洋艦「あいづ」に座乗し前線で陣頭指揮を執ることとなる。
防衛軍は横浜を首都防衛ラインと定めて防衛陸軍の部隊を配備し、合わせて防衛海軍も横浜港に「あいづ」と「あこう」を展開させてモスラやギドラと共闘しようとする。しかし、D-03弾を用いた攻撃はゴジラに全く効かず、逆に熱線による攻撃で陸軍部隊は壊滅率90%以上という破滅的な損害を被り、防衛海軍も「あこう」がゴジラの熱線の直撃を受け爆破され、その巻き添えを受け「あいづ」も被弾する。その後、立花自ら「さつま」でゴジラの体内に突入してD-03で内部からの攻撃を行うという特攻まがいの攻撃を行い、最終的に脱出した立花の「さつま」に対して熱線を吐こうとしたゴジラが、そのエネルギーに耐えられずに暴発して消滅するという形で辛勝する。

制作
監督の金子修介は、武器の保有を認められている組織とすることで、対ゴジラへの出動をスムーズに描写することを意図している。また、自衛隊ではなく防衛軍が設定されたことで、自身が監督した平成ガメラシリーズのようなリアルな作風ではなく、正月映画としてのお祭り要素を重視したと述べている。防衛軍の設定には、金子の憲法観も反映されている。脚本を手掛けた長谷川圭一は、GフォースやGグラスパーのような架空の組織ではなく、軍隊とすることが金子のこだわりであったと述べている。
金子によれば、日米安全保障条約がないため、兵器はアメリカではなく東欧から輸入しているという。特殊技術の神谷誠は、兵器デザインがロシア寄りなのは自身の趣味であると述べている。
製作の富山省吾によれば、防衛庁に協力を依頼したところ「防衛軍ではなく自衛隊であれば協力できた」として断られたという。一方、防衛庁との折衝を担当したプロデューサーの本間英行は、脚本を読んだ防衛庁サイドからの要望が多かったため、防衛軍を架空の存在として設定したと述べている。

撮影
メインセットとなる情報管理室は、東宝スタジオ第8ステージに組まれた。
冒頭の風にたなびく日本国旗と防衛軍旗はNEC玉川事業所で、立花が講義を行う幹部学校は安田生命アカデミアで、防衛省の会議室は富士通川崎工場で、それぞれ撮影された。立花の執務室は、横浜シンポジアを用いている。

## 特生自衛隊

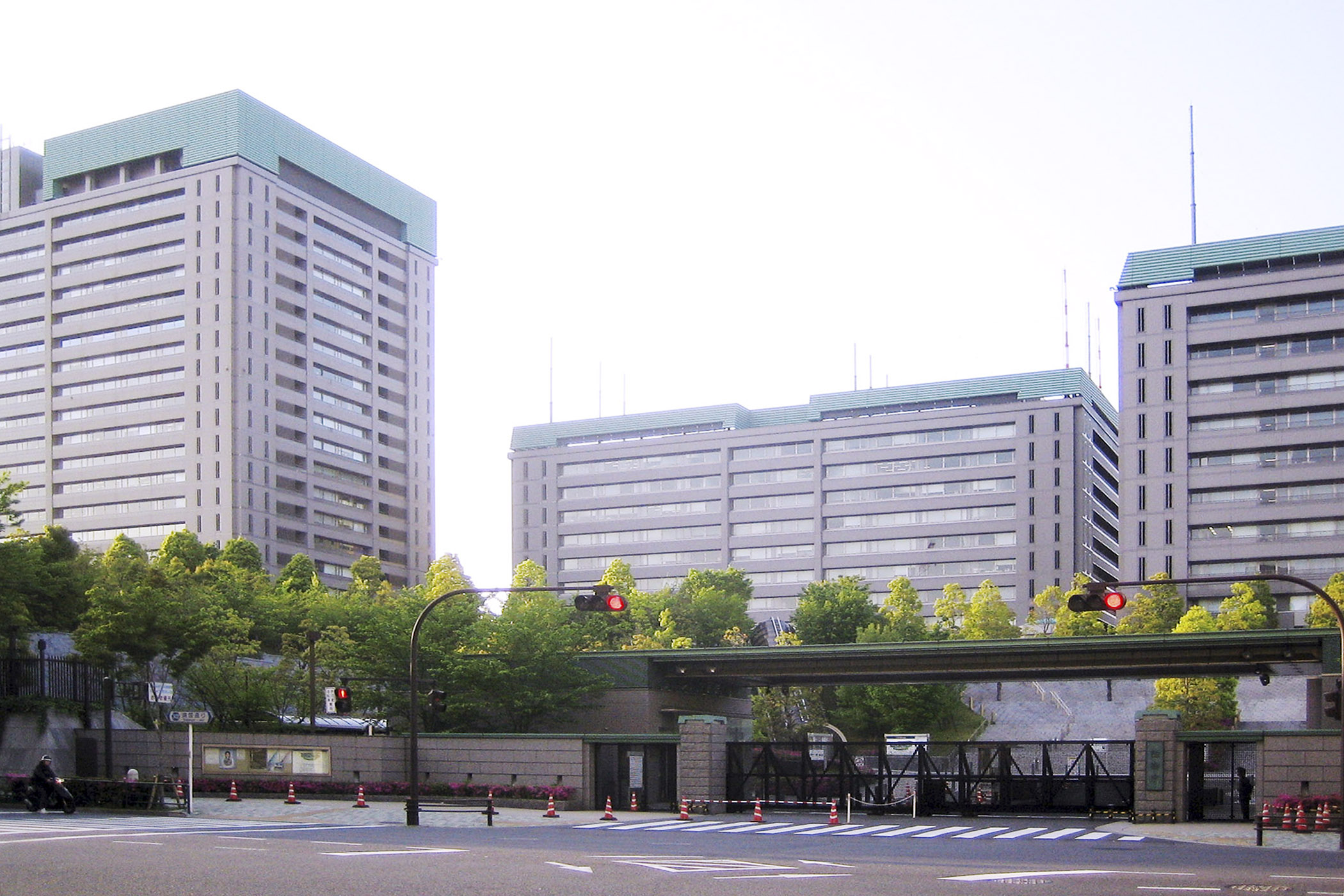
機龍の開発拠点（防衛庁技術研究所）である防衛省

『ゴジラ×メカゴジラ』（2002年）および『ゴジラ×モスラ×メカゴジラ 東京SOS』（2003年）に登場。
自衛隊の中でも対特殊生物戦闘専門の部隊として陸海空三軍とならぶ第4の自衛隊。「特生」とは「対特殊生物」の略称で、正式名称は「対特殊生物自衛隊」。略称は「特自」。英文略記号は「JXSDF (Japan Counter-Xenomorph Self Defence Force)」。ゴジラの出現以降、ラドンやモスラ、バランやメガヌロンなど、17体もの特殊生物が1999年までに出現した世界観の中で、1966年に陸上自衛隊に66式メーサー殺獣光線車が配備され、ガイラ戦に投入された際、その高性能が専守防衛を超えているとの懸念が広がったため、メーサー殺獣光線車を運用する専門の部隊として結成された。このため特生自衛隊の有する戦力は、通常の防衛出動（軍事攻撃に対する戦闘）には使用できないことになっているが、逆に陸海空の支援を受けることは可能。
当初は司令部拠点を千葉県にある習志野駐屯地に置いていたが、2004年に3式機龍 (Type-3 Multi Purpose Fighting System) 完成後は東京都郊外の八王子駐屯地に司令部を移転した。
兵器と部隊編制
隊員数は1999年時は4,072名、2004年時は4,068名で、主力兵器はメーサー殺獣光線車、73式小型車、3式機龍および専用輸送機「しらさぎ」など。実働部隊は「第一機動団」（特定の管轄区を持たずに機動的に出動する）のみであり、メーサー殺獣光線車を運用する第1メーサー群（第1 - 4メーサー隊で構成）、機龍を運用する機龍隊/第1機龍隊、ゴジラの動向に対する早期警戒を任務とする分析中隊、その他各種支援部隊が組織されている。

特殊生物研究本部
『東京SOS』のエピローグに登場。特生自衛隊の研究棟にある極秘機関。A2・DNA貯蔵庫にゴジラ、カメーバ、ガニメ、サンダ、ガイラ、バラン、エビラなどの細胞からDNAを採取し培養し保管している。『東京SOS』ではDNA貯蔵庫の扉が閉じられ研究員と思われる白衣姿の男性がその前を歩く中、班長会議の実施時刻変更と培養細胞の再生実験開始時刻を告げるアナウンスが流れ、終了する。
- 一生懸命に人間もモスラも小美人も戦い、日本海溝の海底にゴジラと機龍が葬られ、レクイエムをエンドクレジットで聞き、ドラマが終わるかと思いきや、それまでのみんなの努力をDNA貯蔵庫のシーンで無にしている。これについて、監督の手塚昌明は、この世にゴジラや機龍を生み出したのは人間で、本当に愚かなのは人間であり、ダメなものはダメだとキチンと言わなければいけなかったと述べている。
- DNA貯蔵庫のネームプレートの中には、上述の怪獣のほかに手塚に因んだ「テズーカ」や、照明助手や照明準備の二見弘行に因んだ「フターミ」と呼ばれる怪獣もある。なお、テズーカの抽出年月日は手塚の生年月日となっている。
- DNAカプセルは、アルミの削り出しとアクリル製のパイプを合わせたもので、数種の入浴剤や洗剤を混合させた液体を入れている。

制作
製作の富山省吾は、前作で協力を断られた経緯や架空兵器であるメカゴジラが登場することから、防衛庁の協力を得ることは難しいと考えていたが、自衛隊内での別組織という条件であれば協力可能との回答を受け、特生自衛隊が設定されることとなった。
監督の手塚昌明は、劇中で言及されている以外の怪獣についても特生自衛隊の戦果としてリストアップしていたが、ファン自身に考えてもらったほうが面白いと考え、これを公開していない。

撮影
『ゴジラ×メカゴジラ』
司令室のセットは、手塚からの要望によりシンプルなモノトーンカラーとし、グリーンの鉄骨を用いることで従来の作品との違いを出している。セットの制作に自衛隊の協力を得ているため、実際の司令系統を把握して必要な人数を割り出し、セットの広さを算出している。分析中隊本部のセットは、司令室のセットを塗り替えて用いている。
地下ドックのセットは、渡り廊下部分のみ制作された。鉄製の柵を用いることでリアリティを出しつつ、撮影時の安全性も考慮しており、子役が演技することも考慮して顔が見えるようシンプルな作りとしている。
本部の外観は、陸上自衛隊富士学校で撮影された。官舎の外観も、同校の実際の官舎を用いている。
滑走路のミニチュアセットは、格納庫のミニチュアを小さくすることで遠近感を強調している。
機龍開発チームの研究室は日本科学未来館の実験室を、機龍隊の更衣室は東京スタジアムのロッカールームを、喫茶室はソニー厚木テクノロジーセンターの喫茶室を、プレスセンターはつくば国際会議場のホールを、それぞれロケで使用している。
『ゴジラ×モスラ×メカゴジラ 東京SOS』
前作での本編セットは残っていなかったため、司令室などはセットを作り直している。司令室では科学者陣の席を廃し、コンソールや計器類、壁のディテールなどをマイナーチェンジしている。
地下ドックの本編セットは、特撮のミニチュアを参考に本作品で初めて制作された。内装のディテールは、JASの羽田空港内にある整備工場をモデルにしている。東宝スタジオ第7ステージの外壁も撮影に活用している。
ロケでは、前作に引き続き陸上自衛隊富士学校やソニー厚木テクノロジーセンターを使用しているほか、整備隊控室は調布飛行場内の整備室事務所を、プレスセンターは東京ビッグサイトのホールを、壮行会の会場は東京流通センターの食堂を、それぞれ用いている。
特撮では、機龍ドックのミニチュアは前作のものをほぼそのまま流用している。

特生自衛隊戦史
『×メカゴジラ』製作補の山中和史により、劇中では描かれなかった自衛隊とモスラやガイラ以外の怪獣との戦闘についても戦史として設定されていた。各怪獣の出現年や内容は過去の東宝怪獣映画に準じており、遊びの要素も多い。
| 年     | 出現怪獣                          | 内容 |
| ------ | --------------------------------- | --- |
| 1954年 | ゴジラ                            | - 初の巨大生物と自衛隊との戦闘。自衛隊は惨敗し、芹沢博士の特殊兵器によりゴジラが葬られる。 - 日本の生態系が大きく崩れ、巨大生物が頻出するようになる。 |
| 1956年 | - ラドン - メガヌロン             | - 九州にラドンおよびメガヌロンが出現。 - 既存兵器のみで勝利したことにより、専用兵器の開発不要論が生まれた。                                           |
| 1958年 | バラン                            | - 辺境の地にバランが出現。陸海空自衛隊による総攻撃が通用せず、新型爆弾が投入された。 - これにより巨大生物に有効な兵器開発が進められる。               |
| 1961年 | モスラ                            | モスラとの戦闘に原子熱線砲が投入される。 |
| 1963年 | マンダ                            | 太平洋上にマンダが出現。海軍の新型潜水艦により撃退される。                                                                                            |
| 1964年 | ドゴラ                            | 巨大生物ドゴラに対して陸空ともに攻撃を行うが、連携をとっておらず時間の浪費と無意味な作戦展開となる。                                                  |
| 1965年 | - フランケンシュタイン - バラゴン | 2大怪獣の出現に対し陸海空がそれぞれ出撃するが、戦果を競い合い反感を呼ぶ。                                                                             |
| 1966年 | - ガイラ - サンダ                 | - ガイラに対しメーサー殺獣光線車が投入される。 - 一方で、空陸の対立もあらわとなり、命令系統を一本化した特生自衛隊が結成される。                       |
| 1967年 | クモンガ                          | 巨大タンカーに巣食ったクモンガが上陸。メーサーにより撃退する。                                                                                        |
| 1972年 | - アンギラス - ガイガン           | アンギラスの横須賀上陸を阻止。ガイガンへメーサー攻撃を行う。                                                                                          |
| 1973年 | メガロ                            | |
| 1984年 | ショッキラス                      | 体長1メートルのフナムシに対しメーサーが使用できず苦戦する。                                                                                           |
| 1999年 | キングギドラ                      | モスラとの共闘によりキングギドラを殲滅する。 |

### 機龍隊/第1機龍隊
2003年2月に完成した3式機龍を運用するために、その2か月後に防衛庁技術研究所に配置され、隊長である富樫三佐以下、特生自衛隊の選りすぐりの20人の隊員たちで結成されたオペレーションチーム。AC-3しらさぎに乗って機龍の搬送および操縦を行うことを使命とする。指揮官とオペレーター、マイクロウェーブ担当、3人のパイロットが実戦に出動し、機龍はその6人による分業で戦闘を展開する。『東京SOS』の劇中では「第1機龍隊」のみが描かれており、第2以降の機龍隊は劇中では確認されていない。また、数人の隊員が第1機龍隊に配属されているが、劇中では不明確である。
- 訓練時に歌っている「機龍隊の歌」は、実際に自衛隊で歌われているものの替え歌となっており、指導を担当した自衛隊隊員からの提案で取り入れられた[129][130]。

隊員装備
隊員たちは駐屯地内では、制服としてモスグリーンのつなぎを着用。上に黒いフライングジャケットを羽織り、機龍隊の刺繍が施されたスコードロンキャップを被ることもある。この制服は機龍整備班の整備士たちも着用している。
出動時には、暗めのグレーと黒色で配色された革製のパイロットスーツを着込み、この上に黒色の各プロテクターや専用の戦闘用ヘルメットを装着する。ヘルメットには、放射能防護マスクを装着することも可能である。
『東京SOS』では、中條義人が修理のために機龍に乗り込む際に防護服を着用している。ヘルメットと特殊マスク、放射能防御用のシーツを身につける。防護服は酸素ボンベなどのオプションが付いた脱着可能なベストを着ている。
銃器類の装備は、家城茜が機龍のメンテナンスブースに入る際に使用したダーツ付きの強靭なワイヤーを発射する小型銃・スピアガンのみが確認されている。
衣装
衣装デザインは2作品とも酉澤安施が担当。Gグラスパーでは娯楽性を重視していた作風に合わせていたのに対し、特生自衛隊ではよりリアリティを志向したデザインとしている。デザイン画では、非戦闘時もつなぎではなくパイロットスーツを着用する想定であった。パイロットスーツは、オレンジ系やパープル系などのカラー案が検討されたが、主演の釈由美子からの要望によりグレー系とされ、リアルなパイロットらしさとヒーロー性を両立させている。生地には光沢とフィット感のあるものを選び、監督の手塚昌明からも好評であったが、夏場の撮影には不向きなものであった。茜役を演じた釈の制服やパイロットスーツは、クランクイン前にオーダーメイドで作られたものであり、彼女の体形に合わせて仕上がったものだが、撮影の終盤では筋肉は付いたものの、体全体としては引き締まっていったため、緩くなっていったという。また、ハーネスを付けていることから、自力で脱ぐことは難しく、昼休憩はスタッフが脱いでいるが、トイレは我慢していたという。また、7 - 8月にパイロットスーツを着て撮影していたことからとても暑く、撮影中に倒れて、点滴をして撮影を続けていたという。
ヘルメットは、『×メガギラス』での反省からボリュームを出している。シールドが額部分のボルトによって調整することで、上下開閉が可能なほか、左内側についたマイクも上下に可動する。『東京SOS』のヘルメットは通常のものと破損したものの2つが用意され、シーンによって着け直している。グローブは本物のパイロット用手袋を使用している。機龍隊の制帽は、自衛隊で実際に制作されている部隊ごとの帽子を参考にしている。
スピアガンのプロップは、チーフスペシャルをモデルとしており、モリ部分が実際に開閉可能。
『東京SOS』の中條用のグローブは一部分が革製になっているライダー用の手袋を流用している。『東京SOS』の中條用のブーツは市販の靴を流用しており、新品と汚れたものの2種が用意された。
『東京SOS』の防護服は、機龍隊の制服がオーダーメイドであるのに対し、ダボッとしたシルエットで誰でも着れる汎用のフリーサイズという想定で作られた。当初、ヘルメットはGグラスパーのものを改造する想定であったが、最終的には機龍隊のものを改修するかたちとなった。
『×メカゴジラ』では、研究員の潜水服もデザインされていたが、撮影では既存の衣裳が用いられた。

## 地球防衛軍
『ゴジラ FINAL WARS』に登場（英語名：Earth Defence Force。略称：EDF）。
近未来「20XX年」、世界中で核実験や戦争が頻発したことにより、眠っていた多くの怪獣が目を覚まし世界各地に出現した。これに対抗するため国際連合により創設された汎地球的な軍事組織が、この地球防衛軍である。彼らはその国独自のデザインの空中戦艦や戦闘機隊、戦車部隊などの強力かつ最新鋭の装置や軍備を持ち、これらで怪獣による被害に対処する。組織としては、国境・民族の枠を越え、世界中に支部を持っており、本部は東京都臨海地区に置かれている。司令官は波川玲子。各国軍との関連は不明であるが、優越な立場にある模様。また、この中には「M機関」（後述）という特殊な部隊も存在する。
M機関
地球防衛軍設立直後に世界中で発見された、通常の人類より優れた身体能力を持った人間（通称ミュータント）によって構成されているエリート部隊である。兵士の正式な人数は不明。彼らは通常の防衛軍隊員とは違い、下記の兵器の操縦・運用はもちろん、人知を超えた高い身体能力・格闘能力を持ち、メーサー銃やロケットランチャーなどの携行大型火器を自在に駆使し、生身で怪獣を制圧するほどのガンナーの能力にも長けている、まさに戦闘のエキスパートであるといえる。
外見上の違いでは、通常勤務時用の軍服も存在するが、大抵常時それらを着用しているのは士官のみで、一般のミュータント兵は男女共々、常に上下黒のつなぎのジャンプスーツ、同じく黒のグローブ、ブーツ、そして胸や背中、手足に透明のプロテクターのあるバトルスーツ（戦闘服）を着用している点である。
地球を侵略しにやって来たX星人とは、DNA内にある第4の未知の塩基「M塩基」なるものが同じであり、そのため、X星人のテレパシーによって大半の兵士が操られてしまう。また、X星人と地球人のハーフであるミュータントの中には、何万分の1の確率で「カイザー」と呼ばれる最強の存在が生まれる。劇中では主人公の尾崎真一と、X星人の統制官が「カイザー」である。

兵器

空中戦艦
地球防衛軍の主力兵器であり、ミサイルやメーサーなど数多くの武器を装備している。1国に1隻配備されているが、下記のもの以外にも、世界各地で運用されていると思われる。
- 轟天号（日本・本編より20年前の設定とされる冒頭にて登場）
- 新・轟天号（日本）
- 空中戦艦
  - ランブリング（アメリカ）
  - 火龍（中国）
  - エクレール（フランス）

戦闘機
- ドッグファイター
上記の空中戦艦の中にも格納されている。

地上戦力
- EDF戦車
- メーサー殺獣光線車
- 日産・テラノ（4連装ミサイルランチャーを装備）
- ジープ・チェロキー（XJ）
- 日産・アトラスウォークスルーバン
- 未来型オートバイ
- メーサーライフル
- ロケットランチャー
- EDFガン
- AR-15自動小銃
- AT-4無反動砲

制作
衣裳・小道具
将官や兵士のコスチュームデザインは新川洋司が担当。日本人が日本の映画で着ることから、襟元などに和装のイメージを加えている。制服の両胸にある地球防衛軍マークは、家紋をイメージしている。戦闘服の走行部分には透明パーツを用いている。デザイン画では、戦国甲冑の面頬をモチーフとしたマスクも描かれていたが、透明パーツで制作しても曇ってしまい俳優の顔が見えなくなるため不採用となった。
ロゴマークや銃火器などのデザインは、美術の瀬下幸治が手掛けた。
銃火器の小道具制作はアップアートが担当。メーサー銃は、ギミックが仕込まれたものが1丁のほか、アクション用のスポンジ製とウレタン製のものが2丁ずつ制作された。
撮影
メインセットとしてアジア・オセアニア管区作戦司令室が東宝スタジオ第8ステージに組まれた。瀬下はカジノをイメージし、作戦テーブルはルーレット、コンソールはスロットマシンをそれぞれモチーフとしている。配置をシンメトリーとすることで広さや奥行きを表現しており、波川の部屋も同じセット内に建て込んでいる。このセットは、飾り替えて会見室、データ室、インタビューのスタジオ、防衛博物館のドックとしても用いている。
司令室とは別に、M機関訓練所のセットも組まれている。激しいアクションにも対応できるよう、鉄骨で組まれている。熊坂の教官室は、訓練所セットのパネルを加工して構成している。
美雪の研究室、防衛博物館の研究室、ゴードンが入れられた懲罰房などは、早稲田大学本庄キャンパスで撮影された。